# Laudun (AOC)
Pour les articles homonymes, voir Laudun (homonymie).
Le laudun, appelé côtes-du-rhône-villages Laudun avant 2024, est un vin produit sur les communes de Laudun-l'Ardoise, Saint-Victor-la-Coste et Tresques, dans le département du Gard.
Depuis le 6 février 2024, c'est le dix-huitième cru des côtes du Rhône bénéficiant d'une appellation à part entière.

## Histoire

### Antiquité au Moyen Âge
La ville ancienne de Laudun se situait sur le plateau du Camp de César qui domine la ville actuelle. Le plateau dit de Saint-Pierre de Castres, qu'on croit avoir été l'emplacement d'un ancien camp romain, est situé en partie dans la commune de Laudun et en partie dans celle de Tresques. On y a trouvé de tout temps, en assez grande quantité, des inscriptions, des armures, des ustensiles, etc. Après l'abandon de l'oppidum à la fin du VIe siècle. Les premiers vestiges du Moyen Âge (XIe – XIIe siècles) se découvrent sur la colline Sainte-Foy où demeurent des pans de murs du château féodal.
Laudun, riche commune, était une possession des seigneurs de Laudun. Des moulins installés le long de la Tave témoignent de l'activité économique liée à cette petite rivière. Toutefois, le bourg a tiré essentiellement sa richesse et sa renommée de la culture de la vigne.

### Période moderne
Le XVIe siècle est marqué par l'édification de demeures aux façades de style Renaissance. Au XVIIe siècle, la confrérie des Pénitents blancs fait construire sur la colline Sainte-Foy une chapelle qui domine le bourg.
Un seigneur de Laudun, François, échanson du Dauphin qui devint plus tard Louis XI, reçut en 1437 le roi Charles VII de France dans son château de Laudun. Vers la fin du XVIe siècle, cette seigneurie est passée par mariage à la maison de Joyeuse. Le bourg s'est ensuite développé vers la plaine avec une deuxième série de fortifications contre lesquelles s'éleva l'église gothique Notre-Dame-la-Neuve (première moitié du XIVe siècle).

### Période contemporaine
Depuis 1937, les trois communes de Laudun-l'Ardoise, Saint-Victor-la-Coste et Tresques font partie de l'aire d'appellation côtes-du-rhône. Le décret du 24 novembre 1953 leur donne l'autorisation de vendre leurs vins (rouges, blancs et rosés) sous la dénomination « Laudun » accolée au nom de l'appellation (côtes-du-rhône Laudun). Par le décret du 25 août 1967, les trois communes bénéficient désormais aussi de l'appellation côtes-du-rhône-villages, dont le nom peut être complété par la dénomination géographique Laudun à partir du décret du 12 février 1999. Le 21 novembre 2024, la dénomination devient une appellation à part entière.

## Vignoble
L'aire d'appellation se situe dans la partie française de la vallée du Rhône, dans le département du Gard, sur les communes de Laudun-l'Ardoise, Saint-Victor-la-Coste et Tresques. Il s'agit d'une des appellations des côtes du Rhône méridionales, limitrophe sur la rive droite du Rhône de l'aire produisant le côtes-de-rhône-villages Chusclan.

### Géologie
La structure géologique de l’aire viticole de l’appellation laudun s’appuie au sud de Saint-Victor-la-Coste sur les reliefs des garrigues constitués des calcaires récifaux de l'Urgonien. Ces calcaires massifs et très résistants proviennent de la grande barrière de corail édifiée il y a 120 millions d'années (Ma), au milieu de la période crétacée dans une mer chaude (Barrémien). Les reliefs au nord de Laudun-l'Ardoise et Tresques sont constitués de différentes couches calcaires et gréseuses formées, selon les périodes, en milieu marin peu profond ou en milieu continental littoral. En effet, à la fin de la période du Crétacé supérieur (fin de l'ère secondaire), soit 30 Ma plus tard, la mer se retire vers le nord, créant dans la région de Bagnols une zone littorale envahie par des deltas sableux provenant des reliefs du Massif Central encore jeune. L’évolution de ces formations a donné des sables blancs, jaunes, ocre à rouges, qui par consolidation donneront des grès siliceux et quartzites. Durant toute cette période, la mer n’a cessé d’avancer et de reculer. Les roches actuelles sont très stratifiées et variables du fait de cette instabilité passée du trait de côte. Éléments calcaires et siliceux, gréseux ou non, avec parfois des strates plus tendres sableuses ou marneuses se superposent et se succèdent aujourd’hui du Serre de Bernon, à la plaine des Avaux et au plateau de Lacau.
Ce n’est qu’à l'ère tertiaire, à la fin de la période Éocène-Oligocène, soit il y a 30-40 Ma que la vallée du Rhône prendra sa direction et son allure générale actuelles. À cette période de grands mouvements liés à l’émersion des chaînes pyrénéo-provençales provoquent plissements d’axe est-ouest et fracturations de l’écorce terrestre. Des failles majeures vont structurer toute la région, comme la faille de Roquemaure qui sépare le domaine des collines calcaires du sud de Saint-Victor-la-Coste de la vallée de la Tave. La région de Laudun est très représentative de ces deux phases de déformations : plissements puis fracture. La zone de l’étang de Tresques correspond à un axe d’effondrement, la vallée de la Tave à un des cinq synclinaux ayant déformé les terrains du Crétacé supérieur.
Beaucoup plus tard, au Messinien (7 Ma), la Méditerranée s’assèche et un canyon principal se creuse dans la vallée du Rhône (400 m de profondeur) avec ses canyons latéraux dont l’un pénètre jusque dans la vallée de la Tave. La mer revient au Pliocène, dans tout l’ensemble rhodanien, et comble ces fossés d’argile (marne du Plaisancien). La phase de remplissage se termine en milieu continental par l’apport de sables fluviatiles (Astien) bien représentés à Saint-Laurent-des-Arbres et débordant sur le Sud-Est de Laudun et sur Saint-Victor-la-Coste (Mayran).
Enfin, entre 2 Ma et 12 000 ans, se succèdent les cinq grandes glaciations du Quaternaire. À chaque période interglaciaire des matériaux arrachés aux reliefs et transportés par le fleuve Rhône et ses affluents sont redéposés sur les roches en place du Tertiaire et du Secondaire. Au Villafranchien, le Rhône très puissant forme ses terrasses alluviales à galets roulés arrachés des moraines glaciaires des Alpes jusqu’au abord de Laudun (Suc et Pradelles, Cambon, Garrigues-de-Meyran) et Saint-Victor-la-Coste à l’Est (Cabrières). Au Würm (70 000 – 12 000 ans) entre deux périodes froides, les produits d’érosion des reliefs calcaires de Saint-Victor-la-Coste soumis au phénomène de gélifraction s’épandent en coulées boueuses et caillouteuses aux piémonts des reliefs. Ces apports caillouteux sont localement repris, transportés et redéposés en terrasses alluviales par les cours d’eau. Sur Tresques, la Tave laisse ainsi quelques témoins de terrasses alluviales dans la haute plaine actuelle (Le Flaugeas). C’est aussi à cette époque que des limons et sables éoliens venant du Nord se déposent sur des pelouses steppiques sous abris en piémont des collines calcaires (Les Clauds sur Laudun). Ces lœss sont repris ensuite dans les alluvions et colluvions récentes de la vallée de la Tave.
Enfin les 12 000 dernières années ont vu agir sous un climat proche du nôtre, les agents d’érosion : l’eau et la gravité, puis l’homme agriculteur remodelant les pentes et recreusant les réseaux de drainage, comme dans la vallée de la Tave. La vigne y apparaît il y a plus de deux millénaires.
Certains sols sont caillouteux, des épandages calcaire ou terrasses anciennes du Rhône à galets roulés, sols emblématiques de la vallée du Rhône ayant prouvé leur capacité à produire des vins rouges de grande qualité. D'autres sont plus légers, le plus souvent sableux, parfois issus de lœss, ayant une capacité au ressuyage et au drainage conviennent particulièrement pour l’élaboration des vins blancs.

### Climatologie
Le climat est de type méditerranéen (méso-méditerranéen) : des été chauds et secs, des automnes humides, avec pour caractéristiques supplémentaire un nombre de jours de mistral fort élevé (plus de 110 jours par an).
La station météorologique de Chusclan (au sud de l'usine de Marcoule à 30 mètres d'altitude : 44° 08′ 05″ N, 4° 42′ 29″ E) est à cinq kilomètres au nord-est de Laudun-l'Ardoise, mais en fond de vallée.
| Mois                              | jan. | fév. | mars | avril | mai  | juin | jui. | août | sep.  | oct.  | nov.  | déc. | année |
| --------------------------------- | ---- | ---- | ---- | ----- | ---- | ---- | ---- | ---- | ----- | ----- | ----- | ---- | ----- |
| Température minimale moyenne (°C) | 3,1  | 3,3  | 6    | 8,5   | 12,3 | 16   | 18,4 | 18,1 | 14,5  | 11,3  | 6,9   | 3,8  | 10,2  |
| Température moyenne (°C)          | 6,6  | 7,6  | 11,2 | 14,1  | 18,2 | 22,4 | 25,1 | 24,7 | 20,2  | 15,8  | 10,5  | 7,2  | 15,3  |
| Température maximale moyenne (°C) | 10,1 | 11,9 | 16,4 | 19,7  | 24   | 28,7 | 31,7 | 31,3 | 25,9  | 20,4  | 14,1  | 10,5 | 20,4  |
| Nombre de jours avec gel          | 5,9  | 5,4  | 1,3  | 0     | 0    | 0    | 0    | 0    | 0     | 0     | 1,2   | 4,6  | 18,4  |
| Précipitations (mm)               | 63,3 | 37,8 | 45,2 | 64,1  | 57,7 | 38   | 32,8 | 48,2 | 102,4 | 100,5 | 107,2 | 53   | 750,2 |

| Diagramme climatique                                  |             |           |             |            |          |              |              |               |               |              |           |
| J                                                     | F           | M         | A           | M          | J        | J            | A            | S             | O             | N            | D         |
| 10,13,163,3                                           | 11,93,337,8 | 16,4645,2 | 19,78,564,1 | 2412,357,7 | 28,71638 | 31,718,432,8 | 31,318,148,2 | 25,914,5102,4 | 20,411,3100,5 | 14,16,9107,2 | 10,53,853 |
| Moyennes : • Temp. maxi et mini °C • Précipitation mm |             |           |             |            |          |              |              |               |               |              |           |

|                | à Laudun-l'Ardoise | Gard rhodanien                      | moyenne nationale |
| -------------- | ------------------ | ----------------------------------- | ----------------- |
| Ensoleillement | 2 595 h/an         | 2 800 h/an                          | 1 973 h/an        |
| Pluie          | 693 mm/an          | 700 mm/an (sur 80 jours)            | 770 mm/an         |
| Neige          | 4 j/an             |                                     | 14 j/an           |
| Vent           |                    | 110 j/an essentiellement du Mistral |                   |
| Orage          | 23 j/an            |                                     | 22 j/an           |
| Brouillard     | 31 j/an            |                                     | 40 j/an           |

| Mois                                                                           | Jan          | Fev          | Mar         | Avr         | Mai         | Jui         | Jui         | Aou         | Sep         | Oct         | Nov         | Dec          |
| ------------------------------------------------------------------------------ | ------------ | ------------ | ----------- | ----------- | ----------- | ----------- | ----------- | ----------- | ----------- | ----------- | ----------- | ------------ |
| Records de températures minimales °C (Année)                                   | -13,4 (1985) | -14,5 (1956) | -9,7 (2005) | -2,9 (1970) | 1,3 (1979)  | 5,7 (1984)  | 9,0 (1953)  | 8,3 (1974)  | 3,1 (1974)  | -1,1 (1973) | -5,4 (1952) | -14,4 (1962) |
| Records de températures maximales °C (Année)                                   | 20,3 (2002)  | 23,0 (1960)  | 27,2 (1990) | 30,7 (2005) | 34,5 (2001) | 38,1 (2003) | 40,7 (1983) | 42,6 (2003) | 35,1 (1966) | 29,6 (1985) | 24,6 (1970) | 20,2 (1983)  |
| Source: (fr) https://www.linternaute.com/ville/ville/climat/25721/orange.shtml |              |              |             |             |             |             |             |             |             |             |             |              |

### Encépagement
Pour faire du laudun rouge, le cahier des charges indique deux cépages principaux (ensemble plus de 75 % de l'encépagement) que sont le grenache N  et la syrah N, complétés comme cépages accessoires par mourvèdre N , brun argenté N (localement dénommé camarèse ou vaccarèse), carignan N, cinsaut N, counoise N, muscardin N, piquepoul noir N, terret noir N, bourboulenc B, clairette B, grenache blanc B, roussanne B, viognier B, marsanne B, piquepoul blanc B et ugni blanc B.
Pour faire du laudun blanc, les cépages principaux sont la clairette B et le grenache blanc B, complétés par roussanne B et viognier B (ensemble, ils doivent représenter 80 % ou plus de l'encépagement). Sont autorisés comme cépages accessoires bourboulenc B, marsanne B, piquepoul blanc B et ugni blanc B.

### Méthodes culturales
L'appellation sur 298 hectares a une production annuelle de 11 315 hectolitres, avec un rendement de 38 hl/ha.

## Vins
Les données de production des années récentes, telles que publiées par les Douanes, sont :
| Année | laudun rouge    | laudun rouge    | laudun rouge      | laudun blanc    | laudun blanc    | laudun blanc      |
| Année | superficie (ha) | production (hl) | rendement (hl/ha) | superficie (ha) | production (hl) | rendement (hl/ha) |
| ----- | --------------- | --------------- | ----------------- | --------------- | --------------- | ----------------- |
| 2020  | 424             | 13 467          | 32                | 139             | 4 547           | 33                |
| 2021  | 337             | 13 097          | 39                | 129             | 5 135           | 40                |
| 2022  | 424             | 14 052          | 33                | 150             | 5 205           | 35                |
| 2023  | ?               | ?               | ?                 | ?               | ?               | ?                 |
| 2024  | 443             | 12 944          | 29                | 147             | 4 783           | 32                |

### Gastronomie
Pour les vins rouges : la robe est pourpre à grenat, soutenue et brillante ; le nez est expressif et riche, composé d’arômes de petits fruits rouges et noirs, mûrs ou confiturés, relevé de notes épicées et de réglisse. L'attaque est fraîche, l'équilibre étoffé, avec des tanins soyeux, finale longue, persistante et généreuse.
Pour les vins blancs : la robe est jaune pâle aux reflets jaune paille éclatante et brillante ; le nez est aromatique, complexe et fin, révélé par des notes des fruits exotiques, de pêches blanches, d’abricots, et de fleurs blanches. L'attaque est fraîche, avec une sensation de rondeur et de richesse pour une finale persistante et fondue.

### Commercialisation
L'appellation commercialise 12 000 hectolitres répartis ainsi : 86 % en France, 14 % à l’export, 40 % en grande distribution, 15 % grossistes, 15 % en vente directe, 7 % cavistes.
Pays principaux de destination à l’export : Royaume-Uni, Belgique, et Amérique du Nord.